# فيليكس بانازاك
فيليكس بانازاك (بالألمانية: Felix Banaszak) هو سياسي ألماني من مواليد 24 أكتوبر 1989 ينتمي إلى تحالف 90/الخضر، كان عضوًا في البوندستاغ منذ الانتخابات الفيدرالية 2021.
كما يشغل بانازاك منذ العام 2024 منصب الزعيم المشارك لتحالف 90/الخضر، إلى جانب فرانزيسكا برانتنر.